# Kiryas Joel
Kiryas Joel je vesnice v Orange County, stát New York, USA.

## Historie
Osada byla založena chasidskými Židy, patřící k dynastii Satmar v roce 1977, jejíž členové stále tvoří naprostou většinu obyvatelstva. Místo bylo zvoleno rabínem Joelem Teitelbaumem, po němž je také pojmenováno.
Již od svého založení zaznamenává obec rapidní populační přírůstek (v roce 1990 7 437 obyvatel, v roce 2000 13 138 obyvatel a konečně v roce 2009 20 175 osob) Vesnice má druhý nejnižší věkový průměr (15 let) ze všech sídel USA s více než 5000 obyvateli. Vysoký populační přírůstek je způsoben téměř výhradně vysokou porodností místních žen, které se brzy vdají, založí rodinu a nepoužívají antikoncepci.
Přes 89 % občanů používá jako první jazyk jidiš a 2,32 % hebrejštinu. Více než dvě třetiny lidí žijí pod úrovní chudoby, což je nejvíce v celých USA.